# Mein schönes Land
mein schönes Land ist eine zweimonatlich erscheinende Publikumszeitschrift von Hubert Burda Media. Chefredakteurin ist Marie Luise Schebesta, Redaktionssitz ist Offenburg. Die verkaufte Auflage beträgt 196.166 Exemplare, ein Plus von 1,9 Prozent seit 2010.
Das Magazin ist seit 2010 auf dem Markt und belegt nach Landlust und Landidee den dritten Platz im Segment der „Land“-Zeitschriften.
Im NDR Fernsehen läuft seit dem 23. Dezember 2012 die dazugehörige Fernsehsendung Mein Schönes Land TV, eine Kooperation zwischen der Hubert Burda Media und dem NDR. Sie lief zuvor ab 4. Dezember 2011 unter dem Titel Landlust TV in Zusammenarbeit mit der Zeitschrift Landlust aus dem Landwirtschaftsverlag Münster.
Typische Phänomene des niedersächsischen Landlebens wie Massentierhaltung, Arbeitsbedingungen in den niedersächsischen Schlachthöfen und Artensterben durch industrielle Landwirtschaft werden in dem NDR-Format nicht thematisiert.